# Auguste Perrin
Joseph Auguste Perrin (ur. 24 sierpnia 1894 w Bussang, zm. 26 listopada 1968 w Bruyères) – francuski biegacz narciarski, olimpijczyk.

## Występy na IO
| Rok  | Igrzyska Olimpijskie | Konkurencja   | Wyniki      |
| 1924 | Chamonix 1924        | bieg na 50 km | 16. miejsce |